# M3衝鋒槍
M3衝鋒槍（英語：M3 submachine gun）是美國通用汽車公司於二次大戰時期大量生產的廉價.45口徑衝鋒槍。於1942年12月12日開始服役，取代造價昂貴的湯普森衝鋒槍。由於外型像是替汽車打潤滑脂（黃油）的黃油槍，故也叫黃油槍（Grease Gun或The Greaser）。

## 歷史

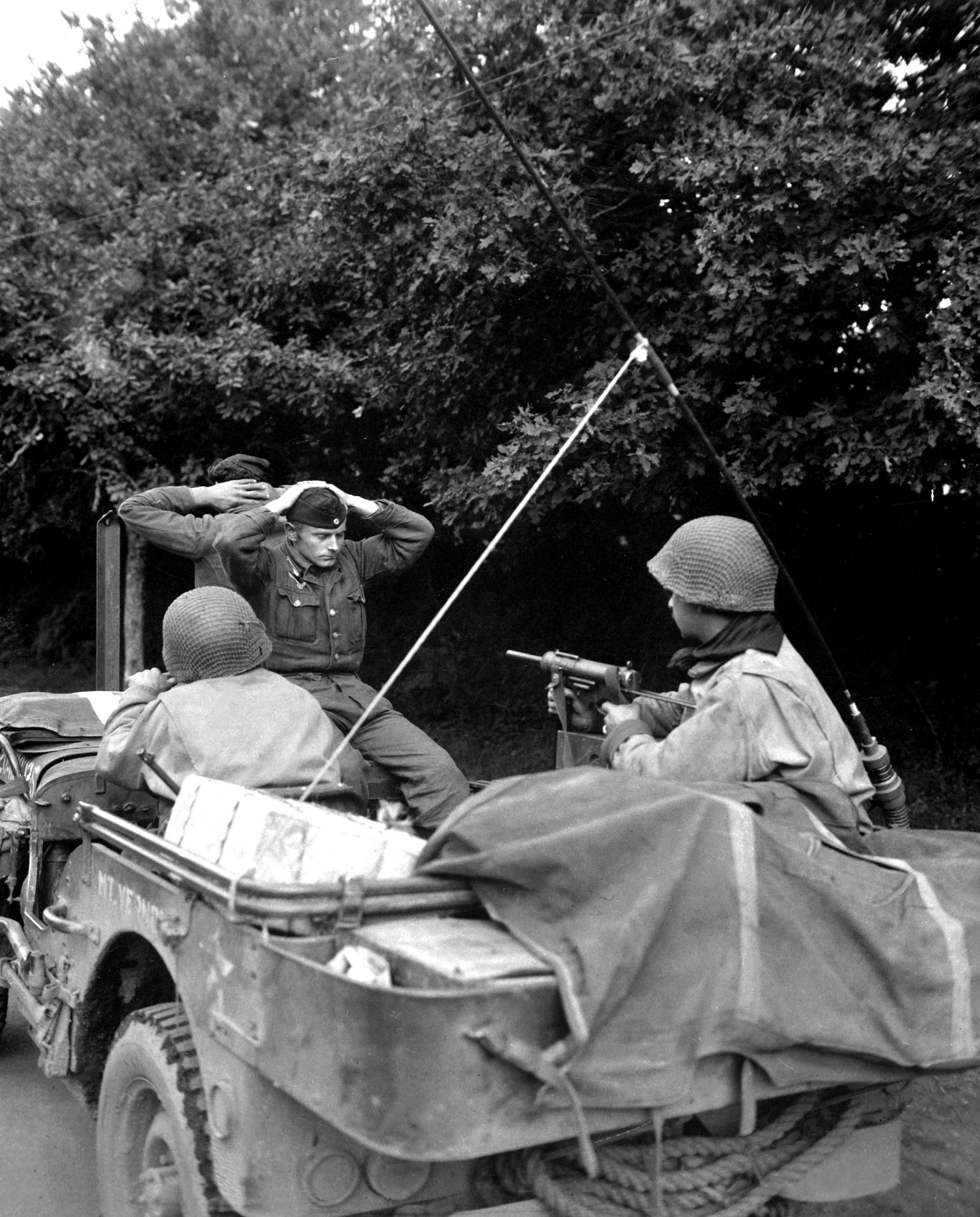
1944年8月在法國戰場上押送德軍的美軍持M3衝鋒槍

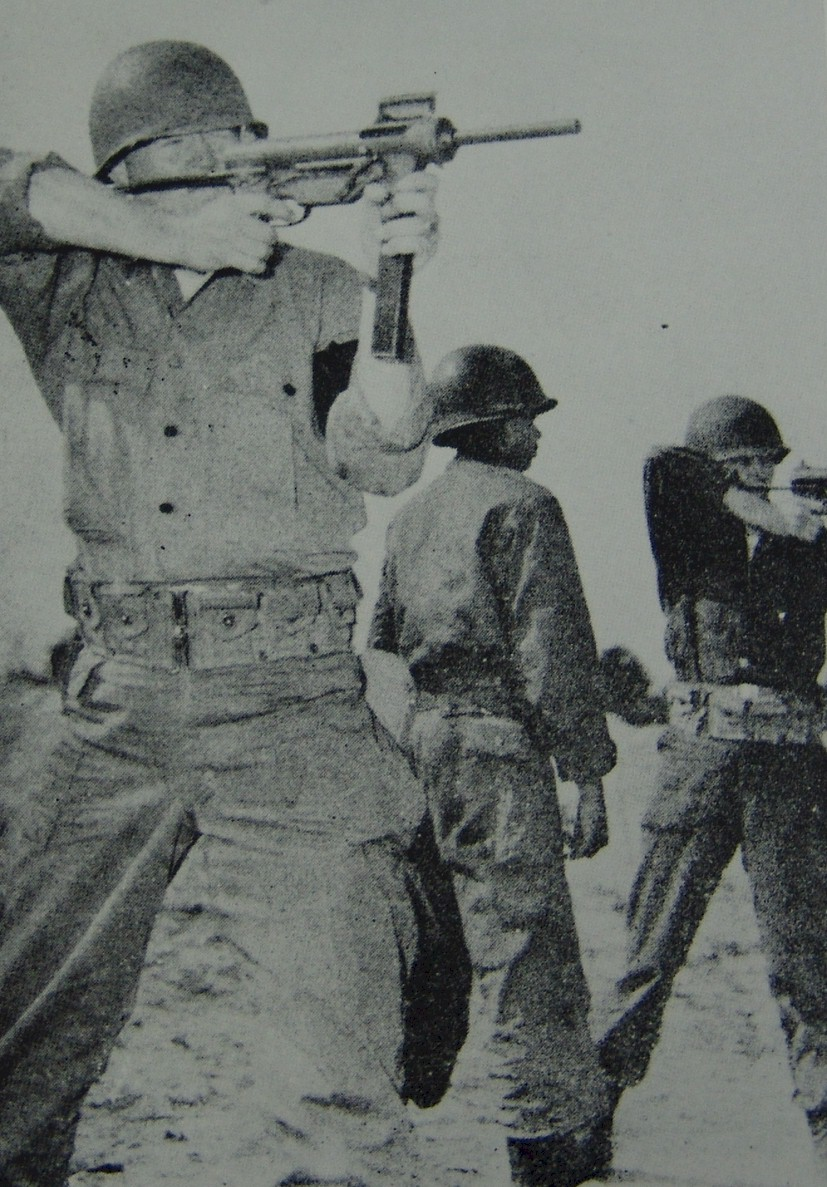
1951年美軍士兵在傑克遜堡持M3衝鋒槍射擊

1941年美軍兵器委員會有感於西歐戰場衝鋒槍效能突出，尤其是德國發射9公釐魯格彈的MP40衝鋒槍與英國的斯登衝鋒槍，於是在1942年10月開始研究發展相當於美國版的斯登衝鋒槍。當時的要求如下：全金屬槍身，可在只轉換少數零件後使用.45口徑的自動手槍子彈（.45 ACP）或是9公釐魯格彈，容易使用，與斯登衝鋒槍一樣的功能與廉價。
通用汽車公司內陸分部的喬治·海德負責設計，內陸分部的總工程師佛萊德瑞克·參普生負責準備生產的模具。在11月，樣品槍已製造完成提交陸軍試槍，在測試中得到95分的高分，發射5,000發子彈時只有兩次故障。最早的樣品槍被稱作T15，除去保險的樣品槍被稱作T20。在通用汽車公司引導燈分部於1942年12月正式生產之前，又加入了幾項細小的改進。二次大戰期間，M3共生產了將近60萬把。大多數的M3使用.45口徑自動手槍子彈（.45 ACP），亦有2萬5千把使用9公釐魯格彈。這些使用9公釐魯格彈的M3配備了不同的槍管、槍栓與彈匣槽，可以直接使用斯登衝鋒槍和MP40的彈匣。較特別的是，有1千把.45口徑的M3裝有貝爾實驗室設計的滅音器，以供戰略情報局人員使用。

## 設計

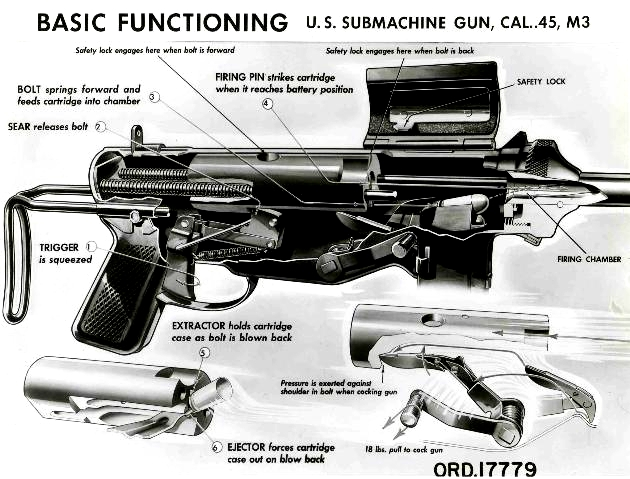
M3衝鋒槍的零件剖析示意圖

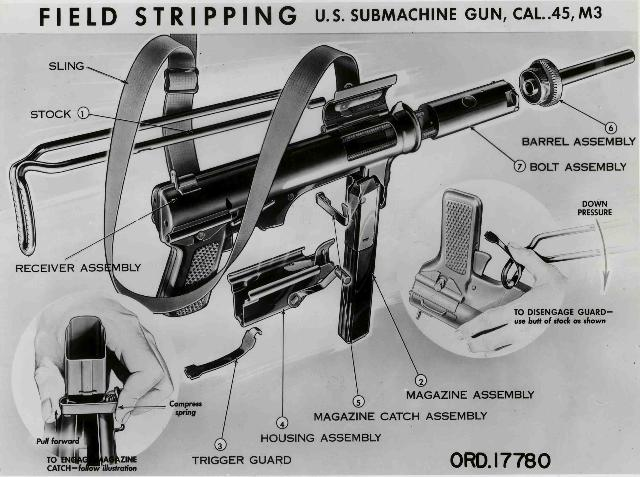
M3衝鋒槍的大部分解

M3是全自動、氣冷、開放式槍栓、由反沖作用原理運作的衝鋒槍。其槍栓平時被機簧卡在後方開放的位置，扣扳機時以複進彈簧的力量將子彈上膛，槍栓的前方有一個退殼爪，它會抓住彈殼部份，把子彈上膛並同時擊發，擊發後以點燃發射藥產生的高壓氣體後推拋殼，經退子鉤彈出彈殼，此時若扣扳機的手指尚未鬆開則繼續擊發，會一直打到子彈耗盡為止；若是扣扳機的手指已鬆開則槍栓再度卡在後方開放的位置。。若子彈打完扣扳機的手指尚未鬆開，槍栓則會向前頂住槍膛。此時在更換彈匣後須將右側拉柄向後拉，帶動槍栓後退壓縮複進彈簧被機簧卡住，回復準備擊發的位置。
槍栓左右各鑽通一孔，兩孔各有一導桿，複進彈簧外包導桿隨槍栓前後移動而伸縮。這樣設計可容許槍械使用較不精密的廉價零件。由於.45 ACP子彈產生的壓力不大，加上槍栓很重，M3衝鋒槍不需要複雜的膛室閉鎖機制或是延遲機制。
M3的保險位於槍枝右上方可以翻開的退殼蓋內，一個凸起的鐵片可以卡住槍栓。M3並沒有卡住扳機的保險機制，只要在槍栓卡向後方的同時插入裝有子彈的彈匣就等於上了子彈。M3彈匣的子彈是雙排裝彈單發進彈的30發彈匣，類似斯登衝鋒槍的彈匣。
在槍身右側，扳機的前上方是拉柄組件，它由9個零件組成。拉柄往後拉以後，會帶動槍栓往後直到被機簧卡住。
M3的零件由金屬片沖壓、點銲與焊接方式製造，故裝配時所需的工時較短。只有槍管、槍栓與發射組件需要精密加工。其機匣是由兩片沖壓後的半圓筒狀金屬片焊接成一個圓筒。前端是由一個有凸边的蓋環固定槍管。槍管有四條右旋的來福線，量產之後又設計了可加裝在槍管上的防火帽。附於槍身後方是可伸縮的金屬桿槍托。槍托金屬桿的兩頭均設計當作通條，它也可用作大部分解的工具。固定槍管的蓋環即可以槍托當作扳手轉鬆。
固定覘孔式照門和刀片式準星設定目標為100碼（約91米）。
M3原本設計為用壞即丟，不需要維修的武器，但在1944年時新的M3數量不足，迫使美國陸軍兵器工廠製造替換零件。

## 改進型號

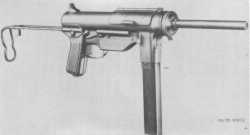
M3A1衝鋒槍

### M3A1
M3的改良型，於1944年12月開始服役。改進之處是將常故障的右側槍機拉柄組件改為直接在槍栓的前端有一個凹槽，使用者翻開加長的退殼蓋，直接用手指勾住即可拉槍栓。
1945年通用汽車公司引導燈分部的工廠生產了將近15,500把M3A1衝鋒槍。韓戰時，伊薩卡槍械公司（Ithaca Gun Company）又生產了33,000把。
1947年（民國36年），中華民國根據M3A1仿造的衝鋒槍被定名為“36式衝鋒槍”。其後的37式衝鋒槍使用9公釐魯格彈，39式衝鋒槍亦使用9公釐魯格彈並裝有轉彎90度的槍管，其為一套筒，可做上、下、左、右四個方向之選擇。
1955年，阿根廷FMAP廠生產了PAM1衝鋒槍（使用9公釐魯格彈的M3衝鋒槍）以及PAM2（PAM1加上握把保險）。
1957年後，美軍大部分的M3和M3A1已經被回收並從前線部隊撤裝。少量則被裝甲車乘員與卡車駕駛員一直使用到1990年代。直到1991年波斯灣戰爭中仍有工兵駕駛配備M3A1衝鋒槍。

### M3滅聲沖鋒槍
兩種M3都擁有專門的滅聲槍，擁有無法徒手拆除的固定消音器，因為高速發射時易壞，通常用間歇（手工的點射）方式開火。

## 使用國

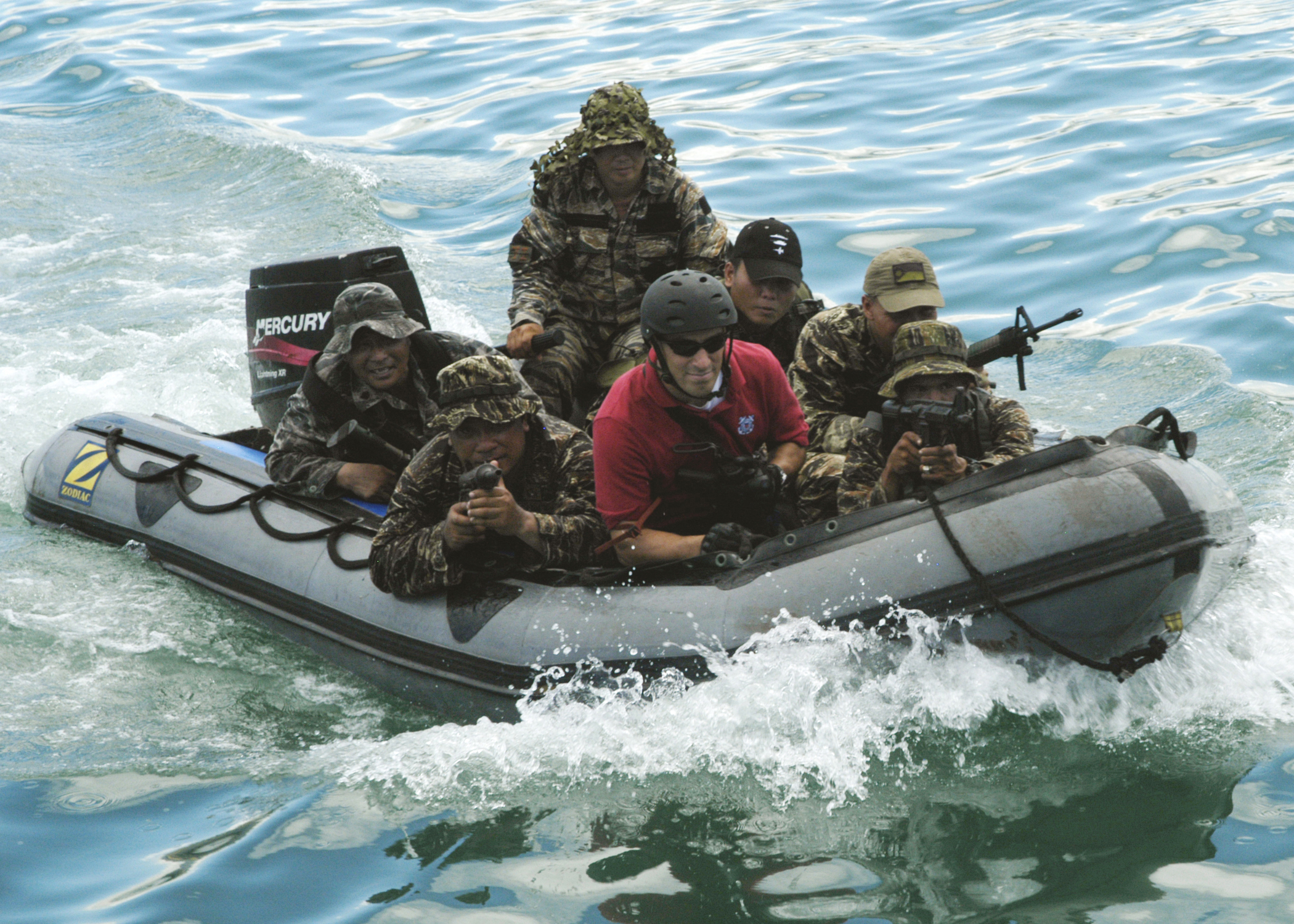
菲律賓海軍特種部隊至今仍有裝備M3衝鋒槍

- 阿富汗伊斯兰共和国
  - 阿富汗國民軍：透過美國軍援取得[9]。
- 阿富汗伊斯蘭酋長國：繼承自前伊斯蘭共和國政權。
  - 伊斯蘭酋長國軍
- 阿根廷
  - 阿根廷武裝部隊：由美國軍援與在本土生產9mm口徑版本，曾在福克蘭群島戰爭投入使用。
- 玻利维亚
- 巴西
- 柬埔寨
- 加拿大
- 中華民國
  - 中華民國國軍
- 中华人民共和国
  - 中国人民志愿军：韓戰時曾使用在國共內戰中繳獲中華民國國軍的M3衝鋒槍[10]。
- 古巴
- 丹麦
- 法國
- 西德
- 希腊
- 印度
- 伊朗
- 日本
  - 日本自衛隊：二戰後透過美國軍援取得，於1999年開始被仿造以色列迷你烏茲衝鋒槍的Minebea（ミネベア株式会社）PM-9取代[11]。
- 高棉共和國
- - 朝鮮人民軍：韓戰時繳獲自美軍和大韓民國國軍，後來甚至出現在軍隊的政宣海報上。
- - 大韓民國國軍：透過美國軍援取得，目前已被K1卡賓槍所取代。
- 墨西哥
- 摩洛哥
- 北馬其頓
- 挪威
- 巴基斯坦
- 菲律賓
  - 菲律賓武裝部隊：透過美國軍援取得。
    - 菲律賓海軍陸戰隊：因經費不足而修改了庫存的M3衝鋒槍以滿足特種部隊對無聲武器的要求，這是由於.45的子彈初速低於音速，滅音效果良好。M3經加裝滅音器與紅點鏡後成為老槍新用成功的例子[12][13]，2004年5月樣本槍成功完成試射[12]。
- 泰國
- 英国
- 美国
  - 美國武裝部隊：目前已退役。
- 乌拉圭
- 越南共和国
  - 越南共和國軍：透過美國軍援取得。
- 越南
  - 越南人民軍：統一後繼承自前南越政權。

## 流行文化

### 電子遊戲
- 2003年—《決勝之日》
- 2017年—《決勝時刻：二戰》
- 2018年—《叛亂：沙漠風暴》
- 2018年—《戰地風雲5》
- 2021年—《應徵入伍》

## 外部連結
- （中文）—槍炮世界（M3/M3A1冲锋枪） （页面存档备份，存于）
- M3 and M3A1 Grease Gun SMGs （页面存档备份，存于）
- Shooting the M3A1 Grease Gun （页面存档备份，存于）
- How an M3 Grease Gun works （页面存档备份，存于）